# Проворный (паровоз)
«Проворный» — паровоз, открывший движение по Царскосельской железной дороге, первой в России железной дороге общего пользования. Был изготовлен на заводе Стефенсона.
К открытию Царскосельской железной дороги заводом Стефенсона было поставлено 2 паровоза, один из них прибыл  в порт Кронштадта 12 октября 1836 года, другой в 1837 году. 3 ноября 1838 года им были присвоены имена — Проворный и Стрела.
Паровозы проработали на дороге около 20 лет и были списаны в середине 50-х годов XIX века.

## Эксплуатация
Пробег паровозов в верстах по годам эксплуатации
| год  | Проворный | Стрела |
| ---- | --------- | ------ |
| 1839 | 29750     | 21100  |
| 1840 | 21700     | 23950  |
| 1841 | 21825     | 17650  |
| 1843 | 9950      | 16725  |
| 1844 | 1545      | 22300  |
| 1845 | 10600     | 19950  |
| 1846 | 22565     | 12550  |
| 1847 | 22150     | 9925   |
| 1848 | 18 200    | 5675   |
| 1849 | 10150     | 6100   |
| 1850 | 16225     | 4575   |
| 1851 | 1200      | 5225   |
| 1852 | 8600      | 2300   |
| 1853 | 4350      | 2975   |
| 1854 | 6125      | -      |

## Макеты

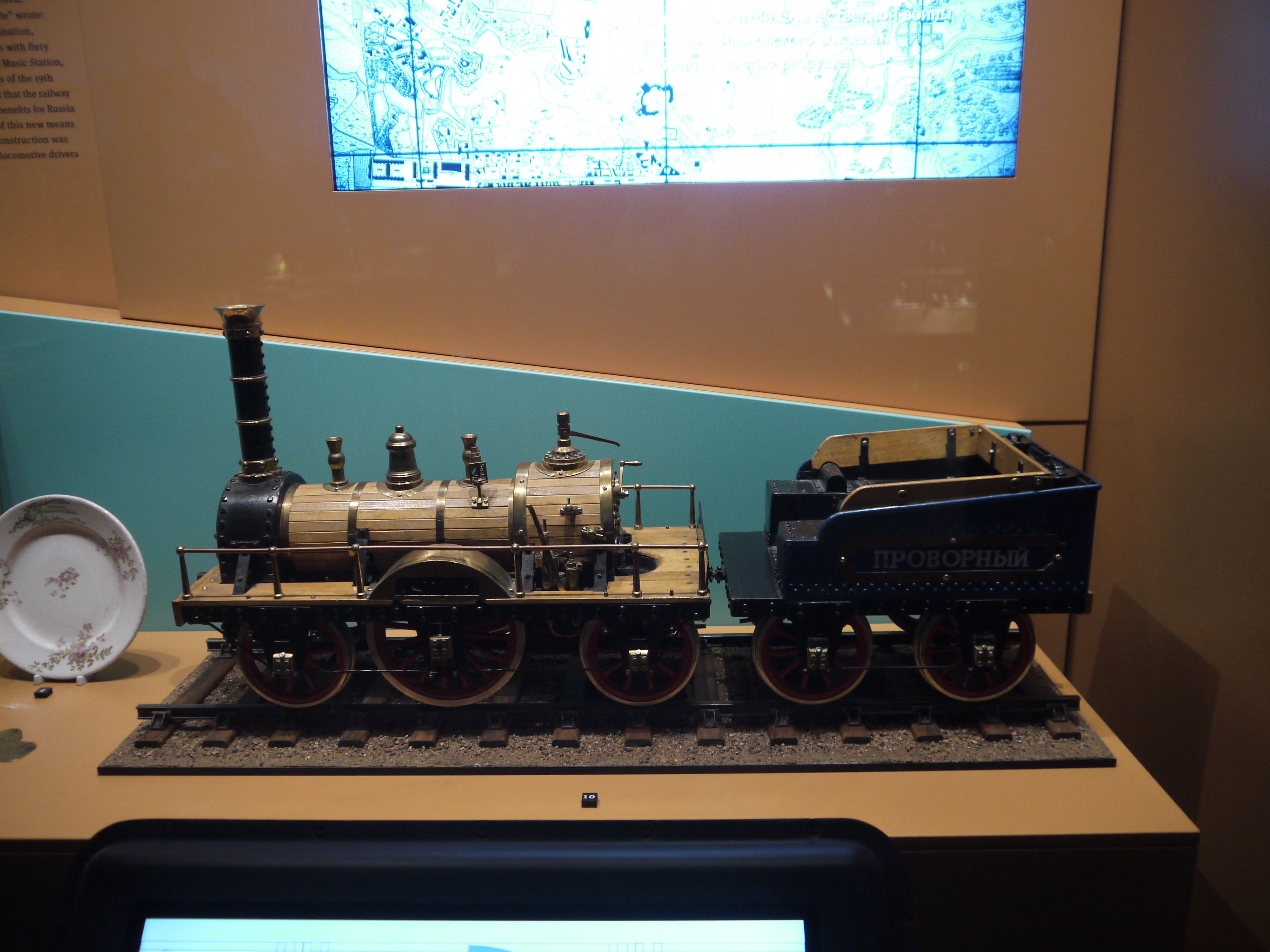
Модель паровоза «Проворный»

Сам «Проворный» не сохранился, но существует два полноразмерных макета (реплики).
Один макет первоначально был установлен в специально построенном павильоне на территории Витебского вокзала в Санкт-Петербурге. Этот макет был изготовлен к 150-летию железных дорог России, которое отмечалось в 1987 году. Поскольку сам паровоз не сохранился, о наличии технической документации на него на тот момент было неизвестно, основным источником для воссоздания паровоза была его модель, изготовленная в 1838 году в масштабе 1:4. Макет «Проворного» и трёх вагонов изготавливался сотрудниками и студентами Ленинградского института железнодорожного транспорта. Макет изготавливался на базе депо Ленинград-Балтийский, в создании макета также принимали участие электровагоноремонтный завод и ряд локомотивных депо, изготовивших колёсные пары, системы рессорного подвешивания и рамы. Макет был отреставрирован в преддверии 170-летнего юбилея российских железных дорог. Тогда же был отреставрирован и павильон. В октябре 2017 года павильон был демонтирован, а макет перемещён на станцию Царскосельская Южной трассы МОЖД, где он должен пройти реставрацию и обрести новое «место жительства».
Другой макет «Проворного» установлен в павильоне на перроне станции Новосибирск-Главный.
В здании Витебского вокзала в Санкт-Петербурге был открыт памятник Ф. А. фон Герстнеру. Скульптура изображает его с макетом английского паровоза «Проворный» в руках.